# Leucophyllum
Leucophyllum é um género botânico pertencente à família Scrophulariaceae. Também chamada de Planta de Barômetro.